# Dobřichovice
Dobřichovice (en allemand : Dobrichowitz ou Dobschichowitz) est une ville du district de Prague-Ouest, dans la région de Bohême-Centrale, en République tchèque. Sa population s'élevait à 3 620 habitants en 2018.

## Géographie
Dobřichovice est arrosée par la rivière Berounka et se trouve à 21 km au sud-ouest du centre de Prague.
La commune est limitée par Vonoklasy au nord, par Černošice, Všenory et Černolice à l'est, par Řitka et Mníšek pod Brdy au sud, et par Řevnice, Lety et Karlík à l'ouest.

## Histoire
La première mention historique de Dobřichovice remonte à 1253, quand le roi de Bohême Venceslas Ier offrit cette localité au couvent pragois de l'Ordre hospitalier des croisés à l'étoile rouge fondé par sainte Agnès de Bohême.
En 1996, Dobřichovice est devenue le siège de l'Office national des Archives pour la région Prague-Ouest, chargé de la gestion d'archives des communes de la région.
La commune de Dobřichovice a obtenu le statut de ville par la Sněmovna (Parlement) de la République tchèque en 2006.
Situé au bord de la rivière, la commune a été inondée à plusieurs reprises dans son histoire (en 1872, 1941 et 1947) la plus grande inondation dans l’histoire moderne de la région est survenue en 2002 quand environ 200 maisons ont été inondées.

## Patrimoine
Le monument le plus important de Dobřichovice est le château, qui servait de résidence d'été au grand maître de l'Ordre hospitalier des croisés à l'étoile rouge. L'aspect actuel du château, de style baroque tardif, date de 1779. Sur l'esplanade du château, on peut vois la statue baroque de saint Jean Népomucène, sculptée en 1729. À ses côtés, un arbre commémoratif, le Tilleul de la Saint-Jean, a été planté en 1729.
|  |  |

Aux côtés du château se trouve l'église en style baroque de Saint Jude Thadée.
Au croisement des rues Pražská et Karlická, se trouve un calvaire baroque de 1760. On peut en outre découvrir, aux abords est de Dobřichovice, deux petites chapelles restaurées commémorant les soldats tombés sur le champ de bataille en 1742, lors de la Guerre de Sept Ans.

## Personnalités
Nés à Dobřichovice :
- Lenka Šarounová (née en 1973), astronome tchèque qui a nommé un astéroïde (17600) Dobřichovice

Vivant ou ayant vécu à Dobřichovice :
- Ludvík Vaculík (1926-2015), écrivain tchèque
- Maurice Pellé (1863-1924), officier général français, le chef de l'État-major de l'armée tchécoslovaque
- Zuzana Čížková (*1982), peintre et sculptrice tchèque

## Événements
À 4 reprises (2002, 2004, 2006 et 2008), Dobřichovice a accueilli la conférence pour l'application de l’espéranto en sciences et technologie, KAEST (eo).

## Jumelages
La commune a développé une association de jumelage avec :
- Villieu-Loyes-Mollon (France) depuis 2002
- Manhattan (Kansas) (États-Unis) depuis 2004